# 中国社会科学院美国研究所
中国社会科学院美国研究所，简称社科院美国所，是中华人民共和国的一家美国问题研究机构，成立于1981年5月，是中国社会科学院的直属研究单位。共同主办双月刊《美国研究》、《当代美国评论》。